# Bucéfalo
Bucéfalo (en griego, Βουκέφαλος o Βουκεφάλας, de βούς (bous), "buey, toro" y κεφαλή (kephalē), "cabeza", por lo que su significado es "cabeza de buey" o "cabeza de toro") es el nombre del caballo de Alejandro Magno, y posiblemente el caballo más famoso de la Antigüedad. 
Su nombre significa en griego Cabeza de buey, apodo que al parecer recibió el animal por el aspecto redondeado de su cara y la considerable anchura de su frente, donde además resplandecía una mancha blanca en forma de estrella. Plinio el Viejo y Pseudo Calístenes dicen, en cambio, que esta mancha representaba precisamente una cabeza de toro y que estaba en su espalda.
Plutarco relata que Bucéfalo fue comprado por trece talentos por el rey Filipo II de Macedonia a un tesalio llamado Filonico. Fue entonces cuando, según narra la leyenda, el caballo comenzó a mostrarse tosco y salvaje, relinchando y lanzando coces por doquier, sin que nadie lograra apaciguarlo. Solo el joven Alejandro logró montar al caballo, y se dio cuenta de que el caballo recelaba de su propia sombra. Alejandro giró la cabeza del caballo hacia el sol, cegándole y subiéndose de un solo brinco al caballo, momento que haría pronunciar a su padre la célebre frase: «Hijo, búscate un reino que sea igual a tu grandeza, porque Macedonia es pequeña para ti.» Se dice que desde entonces Bucéfalo solo se dejaba montar por Alejandro.
Frente a esta descripción de la doma de Bucéfalo realizada por Plutarco, el texto del Pseudo Calístenes sobre la vida del conquistador griego da una versión distinta. Allí, se refiere que Bucéfalo era un caballo de hermosa figura, pero dominado por un furor salvaje que lo llevaba al extremo de la antropofagia motivado quizás por la creencia de que era descendiente de una de las Yeguas de Diomedes, por lo que Filipo decidió construirle una jaula de hierro a donde echaría a todos aquellos que desobedecieran sus leyes. El Oráculo de Delfos dijo a Filipo que sería rey de todo el mundo habitado aquel que pudiera montar a Bucéfalo y cruzar la ciudad de Pela. Cuando, con 15 años, Alejandro descubrió la caballeriza del animal y se acercó al caballo, este extendió sus patas delanteras y relinchó suavemente, como si le reconociera como su amo, y el joven príncipe pudo sacarlo sin ayuda de los criados y cabalgar con él por la ciudad, dominado por una completa docilidad.
En otra versión narrada por Diodoro Sículo, el caballo había sido un regalo de Demarato de Corinto.
Acompañó a Alejandro por toda su campaña en Asia contra el Imperio Aqueménida, hasta que murió a los 30 años durante o después de la batalla del Hidaspes, librada por el ejército macedonio en el año 326 a. C contra el ejército del rey indio Poros. Aunque hay quienes piensan que murió en la propia batalla, esto es cuando menos dudoso, ya que otros creen que murió de agotamiento y de viejo en el lugar donde Alejandro fundó, en su honor, la ciudad de Alejandría Bucéfala. Se cree que este sitio está localizado frente al moderno pueblo de Jhelum, en la provincia del Panyab, al noreste del actual Pakistán.